# エアロモービル (スカイカー)
エアロモービル
- 用途：スカイカー
- 設計者：シュテファン・クライン
- 製造者：エアロモービル
- 初飛行：2013年10月[1]
- 運用状況：開発中

エアロモービル（AeroMobil）は、スロバキアのエアロモービルが開発中のスカイカー。

## 開発
1990年、シュテファン・クライン（Štefan Klein）によりブラチスラヴァ芸術・デザインアカデミーで、エアロモービル 1.0となる最初の構想がまとまった。当時の構想では、車両としての陸上走行と航空機としての飛行を速やかに切り替え、なおかつ法的規制に対応するため、幅2.5m、長さ3.5mの範囲に機体を収めるものであったが、揚力不足に陥り1:3の比率を持つことになった。1993年、試作機が完成。しかし航空機としての外形が残る機体は、目的に適合するものではなく、設計案は破棄された。
1995年よりエアロモービル 2.0が開発された。開発はニトラを拠点に行われた。折りたたみ式の主翼と伸展式の降着装置を備え、2人乗りとなった。推進方式はオートバイのエンジンを用いるプロペラによるプッシャー式となり、そのエンジンは降着装置を兼ねる前輪の駆動も担った。地上走行を考慮する過程でデザイン案は一旦破棄され、練り直された。2007年にはフリードリヒスハーフェンのエアロエキスポに出展、2009年にはマンチェスターでヨーロッパ航空協会評議会のヨーロッパ航空宇宙会議に出展、2011年にはトゥールーズ、2012年にはブラチスラヴァで展示された。
その傍ら、エアロモービル 2.5の開発が進められた。エアロモービル 2.0は、主に離着陸に問題があり、主翼展開時の角度と重心位置に矛盾が生じていた。主翼と前輪の改良を行い、新たにロータックス製のエンジンを採用したエアロモービル 2.5は、2013年10月初飛行を遂げた。エアロモービル 2.5は、スロバキアで超軽量動力機としての認証を得ることに成功している。
2014年、エアロモービル 3.0が開発された。10月にウィーンで開催されたパイオニア・フェスティバルで公開された機体は、実用化に向けた各種装備を搭載した。これにより、商業化へ向けた段階に入り、見本市への出展が見込まれている。

## 構造
機体は鋼管製の骨組みにカーボン製の外装を被せたものとなっている。
エンジンはロータックス 912を採用し、プロペラと車輪の駆動の双方を担っている。
プロペラは4翅式、折りたたみ式の主翼を収納した面積は、ピックアップトラックの駐車スペースに適合するサイズとなっている。
設計に際して、揚力を必要とする航空機と、ダウンフォースを必要とする自動車の双方の要素を併せ持つ点を解消するため、当初の設計案（エアロモービル 1.0）では折衷的なデザインを用いたが、最終的には変形機構によって解決したとシュテファン・クラインは述べている。

## 型式

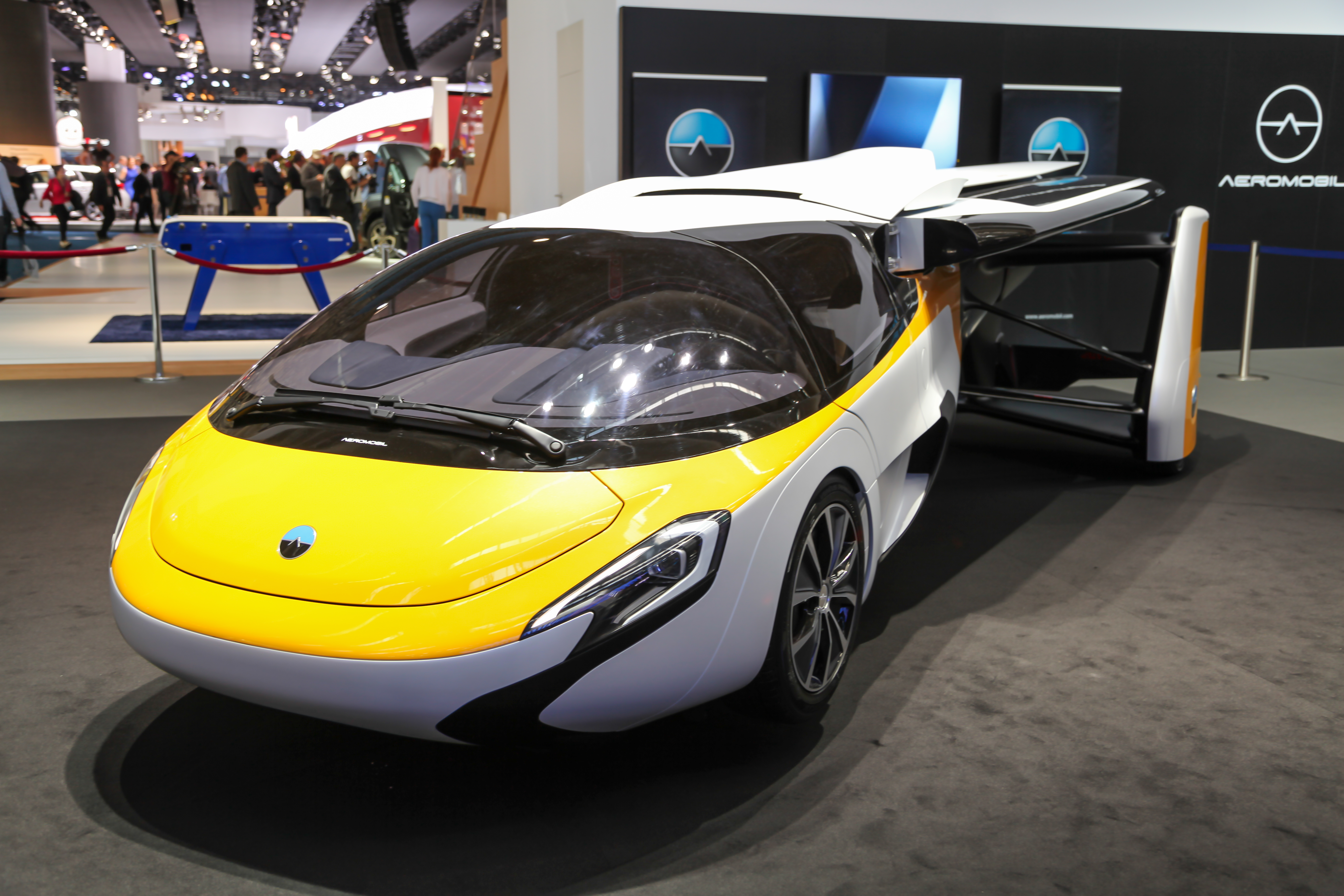
エアロモービル 4.0

- エアロモービル 1.0：1990年から1994年にかけて開発[3]。1人乗りの試作型[10]。
- エアロモービル 2.0：1995年から2010年にかけて開発[3]。2人乗りの試作型[2]。
- エアロモービル 2.5：2010年から2013年にかけて開発[3]。
- エアロモービル 3.0：2014年から開発[3]。
- エアロモービル 4.0：2017年から開発[3]。

## 要目
以下の内容は、エアロモービルによる。
- 乗員：2
- 全長：6000mm
- 全幅：飛行時8320mm
- 全幅：走行時2240mm
- 空虚重量：450kg[10]
- 最大離陸重量：600kg
- エンジン：ロータックス 912 100hp（74kW）[10]
- 飛行速度：200km/h
- 離陸速度：130km/h
- 失速速度：60km/h
- 走行速度：160km/h
- 離陸滑走距離：300m
- 着陸滑走距離：100m
- 航続距離：飛行700km、走行875km
- 燃料消費量：飛行15リットル/時、走行8リットル/100km